# Ernesto Carlo d'Asburgo-Lorena
Ernesto Carlo d'Asburgo-Lorena, (in tedesco: Ernst Karl Felix Maria Rainer Gottfried Cyriak) (Milano, 8 agosto 1824 – Arco, 4 aprile 1899), è stato un arciduca d'Austria.

## Biografia
Era il figlio dell'arciduca Ranieri Giuseppe d'Asburgo-Lorena, viceré del Regno Lombardo-Veneto, e di sua moglie, Maria Elisabetta di Savoia-Carignano, figlia di Carlo Emanuele di Savoia, Principe di Carignano e sorella di Carlo Alberto di Savoia.

## Carriera militare
Ernesto iniziò la sua carriera militare nel presidio di Milano, e nel 1845 fu nominato colonnello e comandante del 48º Reggimento di fanteria. Nel 1847, è stato promosso a maggiore generale. Nel 1848, partecipò agli eventi della rivoluzione del 1848 a Milano, quando le truppe austriache dovettero ritirarsi dalla città. Nel 1849 venne inviato con il suo reggimento in Toscana, dove riuscì a conquistare Livorno e per un breve periodo e disperdere le truppe di Giuseppe Garibaldi. Per queste attività, nel 1850, venne promosso al rango di tenente generale.
Nel 1850 era di stanza a Presburgo, e dal 1858 a Budapest, dove è stato nominato comandante del corpo di cavalleria. Nel 1866, ha partecipato a un'azione militare in Boemia.
Nel 1867 fu nominato generale di cavalleria e nel 1868 si ritirò.

## Matrimonio
Il 26 aprile del 1858 sposò quasi segretamente a Lubiana - in chiesa in matrimonio morganatico con la formula usata dal celebrante “testimoniun copulationis” - Laura Skublics de Velike et Bessenyö (6 luglio 1826-18 ottobre 1865). Laura proveniva da una famiglia della nobiltà ungherese. L'imperatore Francesco Giuseppe I d'Austria in precedenza aveva rifiutato di dare il consenso al matrimonio in quanto la baronessa Laura Skublics von Wallburg apparteneva ad un rango di nobiltà inferiore. Ebbero quattro figli che vennero battezzati con il cognome von Wallburg:
- Laura von Wallburg (17 gennaio 1859-1911);
- Ernst Heinrich Karl von Wallburg (17 gennaio 1859-16 febbraio 1920);
- Heinrich von Wallburg (27 giugno 1861-2 febbraio 1888);
- Clotilde von Wallburg (12 agosto 1863-1º luglio 1953).

## Morte
Morì il 4 aprile 1899 ad Arco. Dopo la morte dell'arciduca, i suoi discendenti cercarono di rivendicare una parte del patrimonio del defunto arciduca. Tuttavia fallirono, in quanto le nozze tra l’Arciduca Ernesto e la baronessa Laura Skublics von Wallburg erano avvenute per matrimonio morganatico, unione - prevista per nobili di stirpe reale che sposavano una donna di rango sociale diverso - che comportava per la moglie la perdita dei diritti e dei privilegi del marito e l’esclusione dei figli dall’asse ereditario.
È sepolto a Vienna nella Kapuzinergruft, la cripta dei Cappuccini ove sono sepolti i membri della casa asburgica.

## Ascendenza
|                                      |                                        |                                                 | Genitori                                      |  |  | Nonni |  |  | Bisnonni              |  |  | Trisnonni          |  |
|                                      |                                        |                                                 |                                               |  |  |       |  |  | Francesco I di Lorena |  |  | Leopoldo di Lorena |  |
|                                      |                                        |                                                 |                                               |  |  |       |  |  | Francesco I di Lorena |  |  | Leopoldo di Lorena |  |
|                                      |                                        | Elisabetta Carlotta di Borbone-Orléans          |                                               |  |  |       |  |  | Francesco I di Lorena |  |  |                    |  |
| Leopoldo II d'Asburgo-Lorena         |                                        |                                                 |                                               |  |  |       |  |  | Francesco I di Lorena |  |  |                    |  |
|                                      |                                        | Maria Teresa d'Austria                          | Carlo VI d'Asburgo                            |  |  |       |  |  |                       |  |  |                    |  |
|                                      |                                        | Maria Teresa d'Austria                          | Carlo VI d'Asburgo                            |  |  |       |  |  |                       |  |  |                    |  |
|                                      |                                        | Maria Teresa d'Austria                          | Elisabetta Cristina di Brunswick-Wolfenbüttel |  |  |       |  |  |                       |  |  |                    |  |
| Ranieri Giuseppe d'Asburgo-Lorena    |                                        | Maria Teresa d'Austria                          |                                               |  |  |       |  |  |                       |  |  |                    |  |
|                                      |                                        | Carlo III di Spagna                             | Filippo V di Spagna                           |  |  |       |  |  |                       |  |  |                    |  |
|                                      |                                        | Carlo III di Spagna                             | Filippo V di Spagna                           |  |  |       |  |  |                       |  |  |                    |  |
|                                      |                                        | Carlo III di Spagna                             | Elisabetta Farnese                            |  |  |       |  |  |                       |  |  |                    |  |
| Maria Ludovica di Borbone-Spagna     |                                        | Carlo III di Spagna                             |                                               |  |  |       |  |  |                       |  |  |                    |  |
|                                      |                                        | Maria Amalia di Sassonia                        | Augusto III di Polonia                        |  |  |       |  |  |                       |  |  |                    |  |
|                                      |                                        | Maria Amalia di Sassonia                        | Augusto III di Polonia                        |  |  |       |  |  |                       |  |  |                    |  |
|                                      |                                        | Maria Amalia di Sassonia                        | Maria Giuseppa d'Austria                      |  |  |       |  |  |                       |  |  |                    |  |
| Ernesto Carlo d'Asburgo-Lorena       |                                        | Maria Amalia di Sassonia                        |                                               |  |  |       |  |  |                       |  |  |                    |  |
|                                      | Vittorio Amedeo II di Savoia-Carignano | Luigi Vittorio di Savoia-Carignano              |                                               |  |  |       |  |  |                       |  |  |                    |  |
|                                      | Vittorio Amedeo II di Savoia-Carignano | Luigi Vittorio di Savoia-Carignano              |                                               |  |  |       |  |  |                       |  |  |                    |  |
|                                      | Vittorio Amedeo II di Savoia-Carignano | Cristina Enrichetta d'Assia-Rheinfels-Rotenburg |                                               |  |  |       |  |  |                       |  |  |                    |  |
| Carlo Emanuele di Savoia-Carignano   | Vittorio Amedeo II di Savoia-Carignano |                                                 |                                               |  |  |       |  |  |                       |  |  |                    |  |
|                                      |                                        | Giuseppina Teresa di Lorena-Armagnac            | Luigi Carlo di Lorena, principe di Lambesc    |  |  |       |  |  |                       |  |  |                    |  |
|                                      |                                        | Giuseppina Teresa di Lorena-Armagnac            | Luigi Carlo di Lorena, principe di Lambesc    |  |  |       |  |  |                       |  |  |                    |  |
|                                      |                                        | Giuseppina Teresa di Lorena-Armagnac            | Louise Julie Constance de Rohan               |  |  |       |  |  |                       |  |  |                    |  |
| Maria Elisabetta di Savoia-Carignano |                                        | Giuseppina Teresa di Lorena-Armagnac            |                                               |  |  |       |  |  |                       |  |  |                    |  |
|                                      |                                        | Carlo di Sassonia, duca di Curlandia            | Augusto III di Polonia                        |  |  |       |  |  |                       |  |  |                    |  |
|                                      |                                        | Carlo di Sassonia, duca di Curlandia            | Augusto III di Polonia                        |  |  |       |  |  |                       |  |  |                    |  |
|                                      |                                        | Carlo di Sassonia, duca di Curlandia            | Maria Giuseppa d'Austria                      |  |  |       |  |  |                       |  |  |                    |  |
| Maria Cristina di Sassonia           |                                        | Carlo di Sassonia, duca di Curlandia            |                                               |  |  |       |  |  |                       |  |  |                    |  |
|                                      |                                        | Franciszka Corvin-Krasińska                     | Stanislao Corvin-Krasinski                    |  |  |       |  |  |                       |  |  |                    |  |
|                                      |                                        | Franciszka Corvin-Krasińska                     | Stanislao Corvin-Krasinski                    |  |  |       |  |  |                       |  |  |                    |  |
|                                      |                                        | Franciszka Corvin-Krasińska                     | Anna Humiecka                                 |  |  |       |  |  |                       |  |  |                    |  |
|                                      |                                        | Franciszka Corvin-Krasińska                     |                                               |  |  |       |  |  |                       |  |  |                    |  |